# Abitur nach der zwölften Jahrgangsstufe
Das Abitur nach der zwölften Jahrgangsstufe (auch achtjähriges Gymnasium, kurz G8 oder umgangssprachlich Turbo-Abitur, selten auch Gy8) war das Ergebnis einer Schulreform an den Gymnasien in Deutschland. Die Verkürzung der Schulzeit bis zum Abitur von dreizehn auf zwölf Jahre war zwischen 2012 und 2015 in fast allen Ländern eingeführt. Die Idee ging zurück auf ökonomische Überlegungen der OECD, der Bertelsmann-Stiftung und anderer Institutionen. In fast allen westdeutschen Bundesländern wurde die Reform wieder revidiert.

## Derzeitiger Stand
In den westdeutschen Ländern wird nur in den Stadtstaaten Hamburg und Bremen an G8 als alleinigem Modell für Gymnasien festgehalten. In Niedersachsen, Bayern, Nordrhein-Westfalen und Schleswig-Holstein ist die Rückkehr von G8 zu G9 abgeschlossen, während sie im Saarland und in Baden-Württemberg noch läuft. In Rheinland-Pfalz und Hessen dürfen die Gymnasien wählen – 90 % bzw. 95 % entscheiden sich dort für G9. In den neuen Ländern und in Berlin ist keine Entwicklung zu G9 erkennbar.
| Land                   | Erster G8-Abschluss | Letzter G8-Abschluss | ehemals eingeführt                             | Stand: Schuljahr 2025/2026 |
| ---------------------- | ------------------- | -------------------- | ---------------------------------------------- | --- |
| Baden-Württemberg      | 2012                | 2031                 | 1938–1951                                      | G9 an 44 Gymnasien und anderen Schulformen, Rückkehr der übrigen Gymnasien von G8 zu G9 bis 2031, G8 noch für die Jahrgänge sieben bis zwölf, lediglich ein Gymnasium bietet weiterhin einen G8-Zug an. |
| Bayern                 | 2011                | 2024                 | 1938–1951                                      | G9 für alle |
| Berlin                 | 2012                |                      | 1938–1951 (West-Berlin) 1938–2000 (Ost-Berlin) | G8 an Gymnasien, G9 sonst |
| Brandenburg            | 2012                |                      | 1938–2000                                      | G8 an Gymnasien, G9 sonst |
| Bremen                 | 2012                |                      | 1938–1951                                      | G8 an Gymnasien, G9 sonst |
| Hamburg                | 2010                |                      | 1938–1951                                      | G8 an Gymnasien, G9 sonst (z. B. Stadtteilschulen) |
| Hessen                 | 2013                |                      | 1938–1951                                      | Gymnasien haben die Wahl – 11 von 206 bieten noch G8 an, dazu G9 für andere Schulen. |
| Mecklenburg-Vorpommern | 2008                |                      | 1938–2001                                      | G8 an Gymnasien, G9 sonst |
| Niedersachsen          | 2011                | 2019                 | 1938–1951                                      | G9 für alle |
| Nordrhein-Westfalen    | 2013                | 2025                 | 1938–1951                                      | G9 für alle, lediglich zwei Gymnasien bleiben bei G8. |
| Rheinland-Pfalz        | 2016                |                      | 1938–1951                                      | Gymnasien haben die Wahl – 15 von 152 bieten noch G8 an, dazu G9 für andere Schulen. |
| Saarland               | 2009                | 2028                 | 1938–1951                                      | Rückkehr von G8 zu G9 bis 2028, G8 noch an Gymnasien für die Jahrgänge zehn bis zwölf |
| Sachsen                | 1938                |                      |                                                | G8 an Gymnasien und Gemeinschaftsschulen, G9 sonst |
| Sachsen-Anhalt         | 2007                |                      | 1938–2000                                      | G8 an Gymnasien und Gesamtschulen, G9 sonst |
| Schleswig-Holstein     | 2016                | 2025                 | 1938–1951                                      | G9 für alle, lediglich ein Gymnasium bleibt bei G8. |
| Thüringen              | 1938                |                      |                                                | G8 an Gymnasien, G9 sonst |

## Zweck der Reform
Als Hauptargument für die Einführung der verkürzten Schulzeit wurde von Politikern die zu anderen Ländern vergleichsweise lange Dauer der Schulzeit angeführt. Die Abiturienten sollten durch die Schulzeitverkürzung ein Jahr früher ihre Berufsausbildung beginnen können und entsprechend früher Steuern und Sozialabgaben zahlen. Die Wirtschaft sollte auf im Durchschnitt ein Jahr jüngere Berufseinsteiger mit Abitur bzw. abgeschlossener Hochschulreife zurückgreifen können. Gesamtwirtschaftlich betrachtet sollte die Lebensarbeitszeit der Menschen um mehrere Jahre zunehmen, um den finanziellen Versäumnissen in der demografischen Altersstruktur entgegenzuwirken. Dies sollte einerseits durch einen späteren Eintritt in die Rente und andererseits durch einen früheren Einstieg ins Berufsleben erzielt werden.

## Geschichtlicher Hintergrund und Einführung
Durch den Weimarer Schulkompromiss wurde für alle Kinder die obligatorische vierjährige Grundschule (statt der zuvor meist üblichen dreijährigen Vorschule im Kaiserreich) eingeführt, dadurch verlängerte sich die Dauer von der Einschulung bis zum Abitur auf 13 Jahre. In der Zeit des Nationalsozialismus wurde per Erlass vom 30. November 1936 die Besuchszeit des Gymnasiums auf acht Jahre, die Zeit von Einschulung bis Abitur also auf zwölf Jahre verkürzt. Ein Hintergrund dieser Regelung war, die Abiturienten ein Jahr früher als Offiziersanwärter zur Aufrüstung der Wehrmacht einsetzen zu können.
Nach Kriegsende hielt die neu gegründete Deutsche Demokratische Republik (DDR) vor allem aus bildungstheoretischen Gründen am Reifezeugnis nach zwölf Klassen fest (vgl. Gesetz zur Demokratisierung der deutschen Schule). Aber auch ideologische Gründe spielten eine Rolle, da hierdurch das eigene Bildungssystem als effizienter wahrgenommen wurde. Das Abitur konnte für wenige Schüler auf der Erweiterten Oberschule nach zwölf Jahren Schulzeit und mit Samstagsunterricht abgelegt werden (Abiturquote: 10 Prozent). Eine weitere Möglichkeit bestand in der dreijährigen Berufsausbildung mit Abitur.
Um sich des ideologischen Erbes der Zeit des Nationalsozialismus zu entledigen, kehrte die 1949 gegründete Bundesrepublik Deutschland 1951 zum Abitur nach 13 Jahren zurück.
In dem Jahrzehnt nach der Wiedervereinigung führten drei der fünf neuen Länder aufgrund der hohen Wochenstunden-Vorgaben der Kultusministerkonferenz (KMK) nach und nach dreizehn Klassen bis zum Abitur ein, nur Sachsen und Thüringen blieben beim Abitur nach zwölf Jahren. Anfang der 2000er Jahre wurde der umgekehrte Weg gefordert und die Abiturprüfung nach dem 12. Jahrgang verlangt. Dem schlossen sich sowohl die neuen als auch fast alle alten Länder ab 2003 an und führten das Abitur nach zwölf Schuljahren (wieder) ein. Ab den 2010er Jahren wurde in den meisten alten Ländern dieser G8-Versuch beendet, und sie kehrten nach und nach wieder zum 13-jährigen Schulsystem zurück.

## Umsetzung
Im Vorfeld der Umstellung wurde gefordert, dass die kürzere Schulzeit nicht zu einer Qualitätsminderung des Abiturs führen dürfe. Die Kultusministerkonferenz entsprach dem, indem sie die Anzahl der Wochenstunden, die für den Erwerb der allgemeinen Hochschulreife erforderlich sind, unverändert bei insgesamt 265 Jahreswochenstunden beließ, diese aber statt auf 13 nunmehr auf 12 Schuljahre aufteilte. Trotz des Wegfalls eines Unterrichtsjahres sollen weiterhin alle Inhalte vermittelt werden, die bisher die Stoffmenge für 13 Schuljahre darstellten. Der Idee wohnte die ökonomische Vorstellung inne, dass Schulen ineffizient arbeiten und Schüler durch zusätzlichen Unterricht am Nachmittag mehr und schneller lernen würden.
Folge war eine signifikante Erhöhung der Wochenstundenzahlen für die Schüler mit verkürzter Schulzeit: Mussten Schüler des neunstufigen Gymnasiums auf neun Jahre aufgeteilt durchschnittlich 30 Wochenstunden absolvieren, müssen Schüler des achtstufigen Gymnasiums durchschnittlich 34 Stunden pro Woche belegen, das bedeutet regelmäßigen Nachmittagsunterricht für Schüler aller Altersstufen. Daran übten Eltern-, Lehrer- und Schülerorganisationen zum Teil heftige Kritik. Die 265 Jahreswochenstunden werden je nach Land unterschiedlich auf die Jahrgangsstufen verteilt. Um jüngeren Schülern eine zu große Stundenzahl zu ersparen, werden die Stunden oftmals asymmetrisch aufgeteilt, so dass Schüler in den niedrigeren Jahrgangsstufen weniger und Schüler in älteren Jahrgängen deutlich mehr als 34 Wochenstunden Unterricht bekamen. So kamen pädagogisch und didaktisch fragwürdige Stundentafeln mit bis zu 36 Wochenstunden zustande.

## Kritik und Kontroversen
Voraussetzung für die Sinnhaftigkeit des Abiturs nach der zwölften Jahrgangsstufe ist insbesondere, dass sich die Zahl der Sitzenbleiber durch die Verdichtung des Unterrichts nicht erhöht und dass die Schulabgänger zügig an die Universitäten, Hochschulen und auf den Arbeitsmarkt drängen. Beides ist nicht gelungen, die Rückmeldungen der Universitäten ergaben stattdessen, dass die Studierfähigkeit der Studienanfänger trotz nominell besserer Noten im Zentralabitur durch die Umstellung auf G8 deutlich nachgelassen hat.
Bei der Vorziehung von Unterrichtsinhalten auf jüngere Jahrgänge wurde nicht reflektiert, ob die Schüler die intellektuellen und auf ihre Persönlichkeit bezogenen Voraussetzungen erfüllen, um sich vertieft mit den entsprechenden Inhalten befassen zu können. Letztlich betraf diese Frage auch die ein Jahr jüngeren Abiturienten, deren Persönlichkeitsentwicklung (unabhängig vom erworbenen Wissen) dementsprechend bei Aufnahme eines Studiums oder einer Berufsausbildung einen anderen Stand hatte als die der bisherigen G9-Absolventen.
Kritik wurde auch bezüglich der nachmittäglichen Versorgung der Schüler geäußert: Anders als in Deutschland sind die Schulen in anderen europäischen Staaten durchweg als Ganztagsschulen mit Mensa konzipiert und bieten am Nachmittag deutlich mehr Förderangebote als in Deutschland.
Kritisiert wurde ferner die hohe Belastung, die Jugendliche durch die G8-Reform erfahren. Viele Gymnasiasten hätten kaum noch Freizeit und müssten Hobbys wie Musikunterricht oder Sportvereine aufgeben, um in der Schule bestehen zu können.
Befürworter der Reform weisen darauf hin, dass die Länder Sachsen und Thüringen seit Jahrzehnten das Abitur nach der zwölften Jahrgangsstufe verleihen; dabei seien dort weder die Abbrecherquoten signifikant höher noch die Leistungen der Abiturienten schlechter, wenngleich der Anteil der Abiturienten geringer ausfalle. In den Stadtstaaten Hamburg, Berlin und Bremen spielt dagegen die dort erfolgte Auflösung des dreigliedrigen Schulsystems eine besondere Rolle in der G8/G9-Diskussion. Die neben dem Gymnasium existierenden Stadtteilschulen oder Gemeinschaftsschulen ermöglichen ebenfalls den Weg zum Abitur (dann aber nach neun Jahren) und würden sich vom Gymnasium kaum noch unterscheiden, wenn auch dort G9 wieder eingeführt würde.
Der Bildungsforscher Olaf Köller glaubt, die Annahme, die kürzere Schulzeit schade jungen Leuten und erbringe nicht die erhofften Ergebnisse, beruhe auf einem „Mythos“. Auch seien Freizeitaktivitäten von Gymnasiasten nicht wesentlich im Vergleich zur G9-Ära zurückgegangen. Lediglich die Hoffnung, dass Abiturienten im Schnitt zwölf Monate jünger seien als zu G9-Zeiten, sei nicht erfüllt worden (sie sind nur zehn Monate jünger), was vor allem daran liege, dass Rückkehrer von Auslandsaufenthalten öfter als früher freiwillig ein Schuljahr wiederholten.
G8 wurde bundesweit eingeführt, obwohl es zuvor keinerlei belastbare und generalisierbare empirische Befunde zum Abitur nach zwölf Jahren Schulzeit gab.

## Rücknahme in westdeutschen Flächenländern
Nach anhaltender Kritik wurde ab 2013 die verbindliche Einführung des Abiturs nach zwölf Schuljahren in vielen westdeutschen Ländern in Frage gestellt und teilweise oder ganz wieder zurückgenommen. Das Land Niedersachsen beschloss 2014 als erstes Land die vollständige Abkehr vom G8-Gymnasium und die Rückkehr zum neunjährigen Gymnasium. Seit 2021 legen niedersächsische Schüler ihr Abitur wieder nach neun Jahren ab.
Auch in Hessen und Nordrhein-Westfalen erfolgte eine Entwicklung zur Rücknahme der verkürzten Schulzeit. In Hessen bestand abhängig vom Schulstandort die Möglichkeit, die Abiturprüfungen nach neun Schuljahren abzulegen, im Schuljahr 2013/14 waren von den 107 Gymnasien im Land nur 31 Schulen G8-Gymnasien. Weitere Gymnasien wechselten zu G9; im Schuljahr 2019/2020 boten nur noch neun Schulen einen G8-Abschluss an. In Nordrhein-Westfalen konnten Gymnasien im Jahr 2010 beantragen, im Rahmen eines Schulversuchs wieder von acht auf neun Jahre umzusteigen, 2017 wurde die allgemeine Rückkehr zum Abitur nach 13 Schuljahren beschlossen, was ab 2026 zum Abitur nach G9 führen wird. Nur zwei Gymnasien in Nordrhein-Westfalen entschieden sich letztlich dafür, G8 beizubehalten.
In Schleswig-Holstein trat am 1. Januar 2018 ein Gesetz in Kraft, durch das ab dem Schuljahr 2019/20 die Jahrgänge sechs und darunter wieder zu G9 zurückkehrten; lediglich ein Gymnasium bleibt bei G8.
In Baden-Württemberg wurde im Schuljahr 2012/2013 ein Modellversuch zur Wiedereinführung des G9 an 22 Schulen gestartet. Weitere 22 Schulen folgten im Schuljahr 2013/14. Der Modellversuch läuft sieben Jahre (bis der erste Jahrgang Klasse 11 erreicht) und startet derweil jedes Jahr in Klasse 5. Im Anschluss besuchen die Modellversuchs-G9-Schüler zusammen mit Schülern des G8 die Kursstufe in den Jahrgangsstufen 12–13 (11–12 für G8). Somit wird der Modellversuch komplett erst in den Jahren 2026/2027 bzw. 2027/2028 abgeschlossen sein, wenn die letzten Modelljahrgänge das Abitur ablegen. Noch im September 2022 bekräftigte die baden-württembergische Landesregierung, dass das Abitur nach acht Jahren die Regel bleibe, verlängerte aber den G9-Modellversuch an den 44 teilnehmenden Gymnasien, während die Kritik an G8 im Land wuchs. Im Juni 2023 zeigte sich die Landesregierung erstmals dafür offen, eventuell zu G9 zurückzukehren, kündigte im Dezember desselben Jahres nach der Empfehlung eines Bürgerforums, das zur Diskussion über die Dauer des allgemeinbildenden Gymnasiums eingerichtet worden war und das mit großer Mehrheit für die Rückkehr zu G9 votiert hatte, die Erarbeitung eines neuen G8/G9–Konzepts und im April 2024 die schrittweise Wiedereinführung von G9 ab dem Schuljahr 2025/26 an.
Der Bayerische Landtag beschloss 2017, dass in Bayern die letzten Gymnasiasten im Jahr 2024 das Abitur nach acht Jahren ablegen werden, so dass 2025 an den meisten bayerischen Gymnasien kein Abitur abgehalten wurde.
Die Regierung des Saarlandes beschloss im Juli 2022 ebenfalls die Rückkehr zum neunjährigen Gymnasium ab dem Schuljahr 2022/23.